# Масонство и христианство
Масонство развилось из средневековых гильдий каменщиков и строителей соборов. После своего оформления в спекулятивную форму, в 1717 году, масонство встретило сопротивление со стороны организованных религий, особенно со стороны Римско-католической Церкви. Несмотря на распространённое заблуждение, масонство не является христианским институтом.
В настоящее время, согласно документам и материалам великих лож, в масоны принимают людей принадлежащих к различным религиозным конфессиям, но обязательно верующих в Единого Творца и бессмертие души. Отступлением от этих правил являются ложи либерального масонства, некоторые из которых (например, Великий восток Франции) исключили из своих требований ко вступлению обязательное условие о наличии у кандидата веры в Бога, что было рассмотрено регулярными великими ложами, как попытка ухода от традиционных принципов.

## Масонство и религия
Масонство позиционируется как нравственно-этическая система, выраженная в аллегориях и иллюстрируемая символами. Большинство символики заимствовано из иудаизма и христианства, в ритуалах обыгрываются легенды с библейскими персонажами. Согласно наставлениям, ритуалам, катехизисам и документам лож, внимание масонов обращается на необходимость нравственного самосовершенствования, а также духовного роста в рамках той религии, которую каждый из них исповедует. Философия масонства включает в себя внешние элементы как христианства, так и других религий.
Согласно декларируемым масонскими ложами правилам, каждый масон должен чтить Бога, чтобы пребывать в масонском братстве. Первый из основных законов «Конституции вольных каменщиков» («The Constitutions of the Freemasons etc.», Л., 1723), — одного из основных и наиболее ранних исторических документов спекулятивного масонства, написанного Джеймсом Андерсоном гласит:

«Если масон хорошо уразумел искусство, он не станет ни тупоумным богоотступником, ни нечестивым вольнодумцем. Если в старые времена каменщики обязаны были придерживаться в каждой стране религии этой земли или этого народа, то ныне признано более соответственным обязывать их иметь единственно ту религию, в которой все люди согласны, — предоставляя им, однако, иметь свои особые (религиозные) мнения, — то есть быть хорошими, совестливыми людьми, исполненными чистосердечия и честных правил».

Масоны обращаются к Богу, как к Великому Архитектору Вселенной, и для масонов допускается исповедание любой традиционной религии. Однако дискуссии по религиозным и политическим вопросам, согласно правилам масонских лож, исключаются из масонских собраний. В масонстве нет своей теологии, каждый масон продолжает исповедовать те религиозные воззрения, с которыми он пришёл в ложу, а его большое внимание к его религии приветствуется. Признание веры в Бога, как базиса масонства и его принципов, возводится исследователями и членами масонских лож к основателям современного спекулятивного масонства, и конституции Андерсона начала XVIII века и этого придерживается большинство мирового масонства (так называемое регулярное или консервативное масонство), согласно которому делается акцент на обязательном монотеизме.
Масонство не является самостоятельной религией или заменой религии, масонская философия не касается религиозных воззрений своих членов и не корректирует их. Масонская нравственно-этическая система и философия опирается на веру своих членов в Бога, но имеет дело лишь с вопросами отношений людей между собой, затрагивает только вопросы этики и нравственности, не касаясь религиозных вопросов (то есть вопросов отношений человека с Богом), оставляя их на совести каждого из масонов.

## Масонство и христианские церкви

### Масонство и православная церковь
Сенатор и масон И. В. Лопухин в «Нравоучительном катехизисе истинных франкмасонов» писал о наблюдаемом им сходстве масонства и христианства:

1. Чем наипаче отличается истинный франкмасон? — Духом собратства, который один есть дух с христианским.
2. Какая цель ордена истинных франкмасонов? — Главная цель его та же, что и цель истиннаго Христианства.
3. Какое должно быть главное упражнение (работа) истинных франкмасонов? — Последование Иисусу Христу.
4. Какие суть действительнейшия к тому средства? — Молитва, упражнение воли своей в исполнении заповедей Евангельских и умерщвление чувств лишением того, что их наслаждает: ибо истинный франкмасон не в ином должен находить своё удовольствие, как токмо в исполнении воли Небесного Отца.
5. Где истинный франкмасон должен совершать свою работу? — Посредине сего мира, не прикасаясь сердцем к суетам его, и в том состоянии, в которое каждый был призван. (I. Кор. VII. 20.)
6. Какие суть самыя верныя знаки последования Иисусу Христу? — Чистая любовь, преданность и крест.

.
Тем не менее в Русской православной церкви в начале XX века преобладало негативное отношение к масонству. В книге С. В. Булгакова, изданной в 1913 и переизданной Московским Патриархатом в 1993 году указано:

Главная задача масонов — уничтожение религии и, особенно, христианства во всём человечестве и ниспровержение всех христианских законодательств. Соответственно этой задаче они и стараются развращать христиан, поддерживать философов, мыслителей и писателей, которые подрывают христианство, возбуждать недовольство народа против правительства, устраивать и поддерживать все политические беспорядки и революции.

В 1932 году Русская православная церковь заграницей предала масонство анафеме:

Указав на вредную деятельность масонства… Священный Собор определил:

1) Осудить масонство как учение и организацию враждебную христианству и революционную, направленную к разрушению основ национальной государственности.

…

4) Вменить в обязанность пастырям Церкви спрашивать приступающих к исповеди — не разделяют ли они этих учений и, если окажется, что разделяют, то разъяснять таковым, что участие в указанных организациях несовместимо с званием христианина, что таковые должны или решительно отказаться от масонства и сродных с ним учений, или, если этого не исполнят, не будут удостаиваться Св. Причащения, а при дальнейшей нераскаянности будут отлучаться от Св. Церкви
— Окружное послание собора архиереев РПЦЗ ко всем верным чадам церкви от 15/28 августа 1932 года
.
Архиерейский Собор Греческой Церкви в 1933 году сформулировал следующее отношение к масонству:

Единогласно и единодушно мы, все епископы Греческой Церкви заявляем, что масонство является совершенно несовместимым с христианством, и поэтому верные чада Церкви должны избегать масонства. Ибо мы непоколебимо веруем в Господа нашего Иисуса Христа, «в Котором имеем искупление Кровью Его, прощение грехов по богатству благодати Его, каковую Он в преизбытке даровал нам во всякой премудрости и разумении» (Ефесянам, 1:7 — 8), обладаем Им открытой и апостолами проповеданной истиной «не в убедительных словах человеческой мудрости, но в явлении Духа и Силы» (1 Коринфянам, 2:4), и причащаемся Божественным таинствам, которыми освящаемся и спасаемся для вечной жизни, и поэтому следует нам не отпадать от благодати Христовой, становясь общниками чуждых таинств. Нисколько не подобает никому из тех, кто принадлежит Христу, искать вне Его избавления и нравственного совершенствования. Поэтому несовместимо истинное и подлинное христианство с масонством.
— Деяние Архиерейского Собора Греческой Церкви, 1933
.
Религиозный философ Н. А. Бердяев считал, что все антимасонские книги в России начала XX века являются «подмётными листками, крайне недоброкачественными и рассчитанными на разжигание страстей, написанными в стиле погромной антисемитической литературы», и называл последователей Нилуса «русскими маньяками масонского заговора, мнящими себя православными». В то же время Бердяев писал, что «в странах латинских и католических, во Франции и Италии, масонство прежде всего имеет характер антицерковный и антихристианский», «сейчас в масонской идеологии преобладает антихристианский гуманизм», а также цитировал слова промасонского автора-мартиниста графа Жозефа де Местра, в которых последний признаёт, что «есть масонство зловредное, революционно-разрушительное и направленное против Церкви и христианства».
В настоящее время Русская православная церковь не выражает своей официальной позиции по отношению к масонству. Однако согласно учебному пособию, изданному Московской духовной академией, «масонство в действительности является тайной религиозно-общественной организацией… Все христианские церкви осуждают масонство и рекомендуют его избегать… В мире существует несколько противоречащих друг другу масонских систем; в одной стране могут действовать ложи, не общающиеся между собой. Существуют и масоны-атеисты, выдвигающие одной из своих целей уничтожение всех религий. С другой стороны, есть масонские организации, видящие в масонстве сверхрелигию, которая призвана объединить все человечество и заменить собой традиционные религии».
Действующий Патриарх Московский Кирилл в бытность митрополитом и председателем Отдела внешних церковных отношений следующим образом ответил на вопрос о позиции Церкви в отношении масонства:

Вопрос: Ваше Высокопреосвященство, какова официальная позиция Русской Православной Церкви в отношении масонства и, в частности, в отношении действующих в России Великой Ложи и Общества розенкрейцеров<…>?
Ответ: Русская Православная Церковь не запрещает своим чадам вступать в различного рода общественные организации, однако они не должны носить характера тайных обществ. Зачастую такие организации предполагают исключительное подчинение своим лидерам, сознательный отказ от раскрытия сути деятельности организации перед церковным Священноначалием и даже на исповеди. Церковь не может одобрить участие в обществах такого рода православных мирян, а тем более священнослужителей, поскольку они по самому своему характеру отторгают человека от всецелой преданности Церкви Божией и её каноническому строю.
Можно указать также на отдельные высказывания известных богословов и миссионеров. В частности, протодиакон А. В. Кураев в своём интервью о художественной книге Дэна Брауна «Код да Винчи», высказал мнение, что «одной из целей масонов является маргинализация традиционной христианской Церкви».
Профессор Московской духовной академии А. И. Осипов назвал масонство в списке «болезненных явлений в человеческом уме и сердце». Кроме того, высказывая отрицательное отношение к экуменизму, А. И. Осипов указывал на его связь с масонством.

### Масонство и католическая церковь
Противостояние Ватикана с тамплиерами началось ранее официальной даты создания масонства (начало XVIII века). Особое рвение в борьбе с масонством всегда проявлял Орден Иезуитов.
В 1738 году папа римский Климент XII объявил интердикт масонству, что означало автоматическое отлучение римокатоликов от церкви в случае вступления их в масонскую ложу:

Масонство есть вредная секта, полная лицемерия, притворства, ереси и суеверий, направленная на разрушение церкви и государственной власти.
— Булла папы Климента XII Eminenti Apostolatus Specula от 28 апреля 1738 года
Французские масонские ложи отличались своей антирелигиозной направленностью. Масоны имели определённое влияние на идеи Французской революции. Присутствие членов лож в органах управления, созданных после революции, было значительным. В ходе Французской революции проводилась радикальная антицерковная политика («дехристианизация»), в том числе репрессии по отношению к католическому духовенству, в чём также обвиняют масонов, но современные историки отмечают, что масоны не играли значительной роли в период Террора.
Лев XIII в энциклике Humanum Genus от 20 апреля 1884 осудил масонство. В кодексе канонического права 1917 года было включено положение, что вступление в масонскую ложу означает автоматическое отлучение от церкви. В 1983 был принят новый кодекс, в котором масонские организации не упоминаются, что создало впечатление, будто это положение было частично ослаблено католической церковью. Однако Конгрегация доктрины веры в том же 1983 году выпустила заявление о том, что членство в масонской ложе по-прежнему недопустимо для католиков:

Итак, негативное суждение Церкви о масонских ассоциациях остается неизменным, поскольку их принципы всегда были непримиримы с учением Церкви, и посему принадлежность к ним остается под запретом со стороны Церкви. Христиане, являющиеся их членами, пребывают в тяжком грехе и не могут приступать ко Святому Причастию.

### Масонство и протестантские церкви
В протестантских странах северной Европы отношение представителей христианских конфессий к масонству различное. В Великобритании главой Англиканской церкви является непосредственно Британский монарх, а великим мастером Объединённой великой ложи Англии является один из членов королевской семьи (в настоящее время — герцог Кентский, племянник королевы Елизаветы II). Многие епископы англиканской церкви были масонами. В то же время после своего избрания духовным лидером Церкви Англии архиепископ Кентерберийский Роуэн Уильямс заявил, что будет бороться с масонством в Церкви.
Схожая система существует и в Швеции, где король возглавляет церковь, а также является главой Шведского ордена вольных каменщиков. Великий мастер Великой ложи Шотландии Джо Морроу являлся каноником Епископальной церкви Шотландии.

### Пересечения с христианством
Система трёх так называемых символических, или «Иоанновых» степеней масонства именована так по имени покровителя старого, оперативного масонства — Иоанна Крестителя. Так же, Иоанна Крестителя считают своим покровителем и спекулятивные масонские ложи, требующие от своих членов веры в Бога.
Большое количество заимствований из христианства сделано в Шведском уставе, который традиционно считается самым христианизированным из всех масонских уставов. Даже сейчас, в наши дни, в него могут вступить только христиане. Посвящение в некоторые степени Шведского устава проходят в церкви.
По мнению Альберта Пайка, одного из выдающихся и авторитетных масонов 19-го столетия, до сих пор в высших градусах Древнего и принятого шотландского устава, используется христианская и иудейская символика и обрядность. В Исправленном шотландском уставе, начиная с 5-го градуса, обрядность и некоторые символы христианские, и в этом уставе приносится обязательство посвятить свою жизнь служению Христу.

## Отношение современного масонства к религии
В своей речи, произнесенной в сентябре 2008 года на проходившей в Сибиу Третьей европейской экуменической ассамблее, глава Еврокомиссии Баррозу обратил внимание на значительную роль, которую религии играют в процессе европейской интеграции и в строительстве будущей Европы. Европейских представителей либерального масонства, отстаивающих светский характер государства, подобные слова встревожили, и они потребовали от главы Еврокомиссии объяснений:

Но беседа с Баррозу все расставила по местам. «Встреча прошла в очень сердечной обстановке», — констатировал Антониу Рейш (Великий мастер Великой восточной Лузитанской ложи).
В 2010 году бывший великий мастер Великого востока Франции Жан-Мишель Кийярдэ призвал к борьбе против «усиливающегося влияния церковных организаций в структурах Евросоюза». В интервью бельгийской газете «Суар» он заявил: 

Масонские ложи должны начать проводить политику в положительном смысле этого слова. Несмотря на внутренние разногласия, все они выступают за секуляризацию и выражают несогласие с решениями на этот счет, которые принимаются на национальном или общеевропейском уровнях.

## Интересные факты
- Многие символы, считающиеся в настоящее время масонскими, позаимствованы масонами из ряда религиозных традиций, в основном из религии Древнего Египта, иудаизма и христианства. Эти символы нередко встречаются в христианских храмах[35][36][37].
- Андерс Брейвик, бывший член Великой ложи Норвегии[38], мотивировал свою террористическую деятельность борьбой за защиту христианской Европы от исламизации[39].